# Протоколы заседаний Совета Императорского Харьковского университета
«Протоколы заседаний Совета Императорского Харьковского университета» — официальный печатный орган Императорского Харьковского университета.

## История
Журнал выходил в Харькове с июля 1863 года по 1873 год. Номера выходили нерегулярно.
В журнале публиковались протоколы заседаний Совета университета, в состав которых входили предложения попечителя, представления факультетов, разборы диссертаций.
В 1874 году был переименован в «Записки Императорского Харьковского университета».